# یاکوپو گوارنیری
یاکوپو گوارنیری (ایتالیایی: Jacopo Guarnieri؛ زادهٔ ۱۴ اوت ۱۹۸۷) دوچرخه‌سوار اهل ایتالیا است.
از باشگاه‌هایی که در آن رکاب زده‌است می‌توان به تیم کاتیوشا–آلپتسین، روت–آکروس، لیکویگاس، لیکویگاس، تیم آستانه، و تیم دوچرخه‌سواری اف‌دی‌جی اشاره کرد.